# Kasteel Maurick

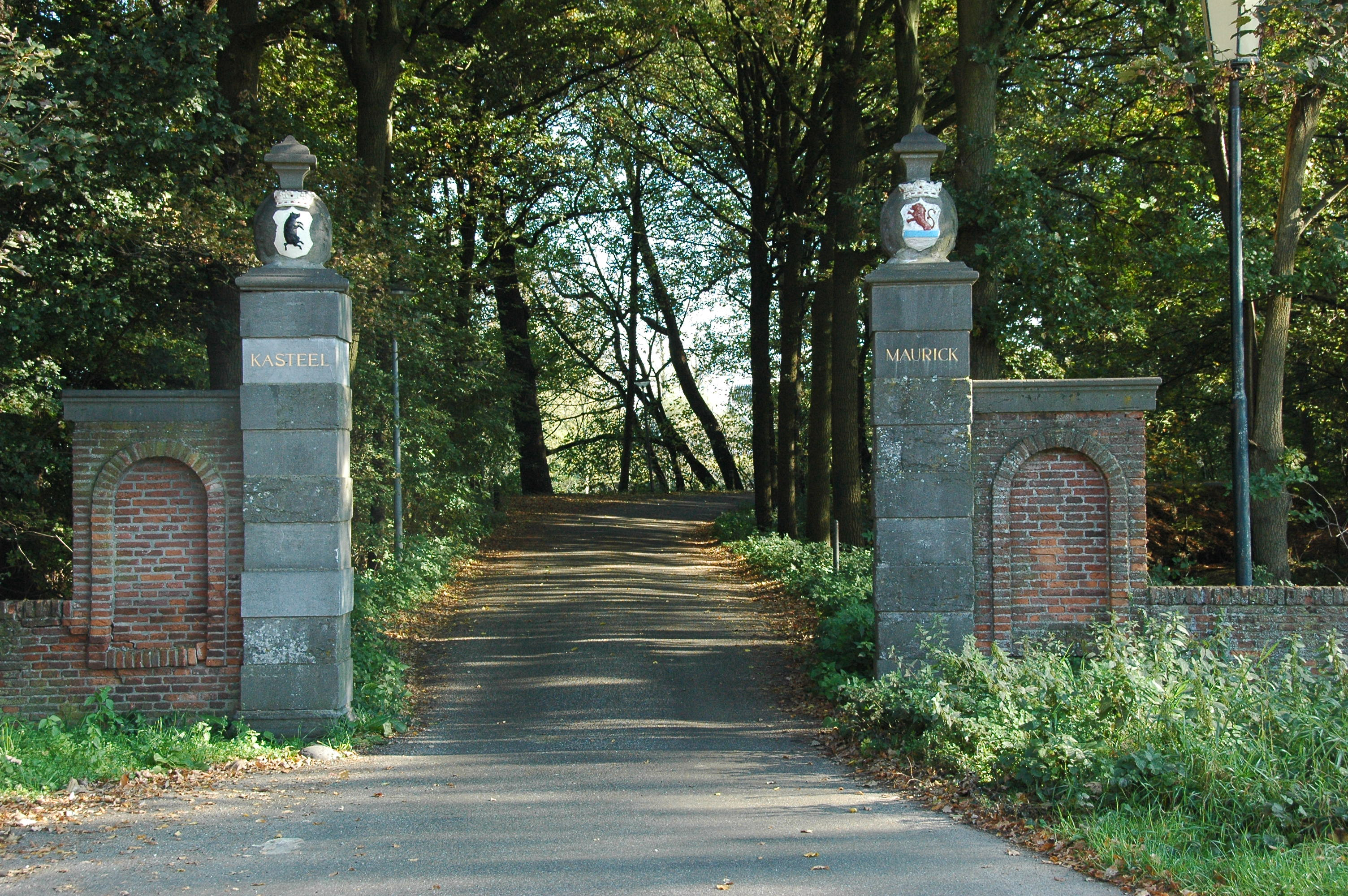
Toegang tot het kasteel Maurick, Vught

Kasteel Maurick (voorheen Heymhuizing genaamd) is een kasteel in de plaats Vught, in de Nederlandse provincie Noord-Brabant. Het is gelegen op een eilandje bij de Dommel. Het kasteel dateert van ± 1400, maar is niet meer in oorspronkelijke staat. In 1504-1509 is het vermoedelijk verbouwd door Jan Heyns, een van de bouwmeesters van de Sint-Janskathedraal in 's-Hertogenbosch.

## Geschiedenis
De eerste vermelding van de plaats waar het kasteel werd gebouwd stamt uit 1312, toen het eigendom was van ene Jan Liescep, zoon van ene Gijsbert en telg uit een voorname familie te 's-Hertogenbosch, die met een zekere Catharina was getrouwd. Hij was schepen van 's-Hertogenbosch en lid van de Illustre Lieve Vrouwe Broederschap. Zij hadden kinderen: Truda, Oda, Catharina en Gijsbert. Catharina trouwde met een telg uit de familie Van Broeckhoven, en aldus kwam Maurick in deze familie. Er is dan al sprake van een weert te Vught met eenen bergh ende met eenre visscerien (visgrond). Hij overleed in 1352.
In 1421 was er sprake van ene Catharina van Maurick, gehuwd met Hendrik van Maurick, afkomstig uit Maurik, dat in Gelre gelegen was, die hout eenen weert tot Vucht met eenen berge daer een huys op staet met eene visscherien ende eenen beempde daertoe behoorende. Sedertdien sprak men van Kasteel Maurick. In 1429 werd het goed door ene Oda van Maurick verkocht aan Godschalk Roesmont, die schepen was te 's-Hertogenbosch. Dit kwam, omdat de zonen voor Gelre kozen, dat een slechte relatie met het Hertogdom Brabant had. In 1443 verkocht deze het kasteel aan Hendrik van Vladeracken. Zijn zoon Deynalt erfde het en verkocht het in 1464 aan Goossen Heym, die ontvanger was der Staten-Generaal in 's-Hertogenbosch. In deze tijd is onder meer het poortgebouw gebouwd, waarbij bouwmeester Alard Duhamel, gehuwd met Goossens dochter Goessen, zal hebben bijgedragen.

### Heym
Goossen Heym stierf in 1470, waarna zijn weduwe, Liesbeth de Cock van Neerijnen, erfvrouwe werd. Na haar dood in 1485 werd haar zoon, Jan Heym, gehuwd met Elisabeth van Geel, eigenaar. Ook deze bouwde aan het kasteel, tussen 1504 en 1509, nu met behulp van bouwmeester Jan Heyns, die gehuwd was met de dochter van Alard. In 1521 werd Jans zoon, Aert Heym, de eigenaar. Hij was hoogschout en schepen van 's-Hertogenbosch. Toen de Geldersen Brabant aanvielen trok hij ten strijde en in 1527 trok hij de Bommelerwaard binnen en verwoestte te Poederoijen het stamslot van de Gelderse veldheer Maarten van Rossum. In 1542 vielen de Geldersen Brabant opnieuw binnen en Aart Heym moest de Geldersen afslaan. Dezen echter branden dat schoenen dorp van Vucht al af, maer Aert Heym behielt syn huys. Vermoed werd dat hij geheime contacten met Van Rossum had.
In 1564 werd Maurick eigendom van Aerts zoon, Jan Heym. En, na zijn dood in 1591, werd Arndt Heym, een neef van Aert, beleend met het Huys te Mauwerick gelegen in de parochie van Sinte Pieter te Vught. Toen Prins Maurits in 1601 beleg sloeg voor 's-Hertogenbosch nam hij zijn intrek in het kasteel. In 1602 kwam hij daar nog een keer.
In 1624 kwam het huis Maurick in handen van Arndts zoon, Hendrik Heym. Deze was gehuwd met Johanna van Malsen. Via haar werd hij ook heer van Kasteel Onsenoort en Nieuwkuijk. In 1629 belegerde Frederik Hendrik de stad 's-Hertogenbosch en nam zijn intrek in het kasteel. Het verhaal ging dat Frederik Hendrik juist met tafelen wilde beginnen toen een vanuit het Fort Isabella afgevuurde kogel alles kort en klein sloeg, waarop de prins met een paar pannenkoeken genoegen moest nemen. Hij deed middels een boodschapper zijn beklag bij de bevelhebber Anthonie Schetz, welke zijn excuses aanbood en een goed verzorgde maaltijd aan de boodschapper meegaf.
De katholieke familie Heym verleende, na de Val van 's-Hertogenbosch, gelegenheid aan de katholieken om op het kasteel de paepsche stoutigheden te praktiseren die destijds elders in de meierij van 's-Hertogenbosch verboden waren. De economische omstandigheden waren echter sterk verslechterd door zware belastingen en geringe inkomsten uit de boerderijen en in 1680 was de familie genoodzaakt om het adellyck huys Maurick ende veel schoone Landerijen gelegen tot Vucht ende Oedenroy Etc. te verkopen.

### Van Beresteyn
In 1681 werd Maurick gekocht door Jacqueline Brouart, inclusief Neerhuysinge, Brouwhuys, Brouwketel ende andere Gereetschap, daartoe Schuyre Hof ende aengelegde Erven, besloten met een Vakbrugge, met het recht van twee swanen te mogen houden, ende het recht van 't geweer achter het voorsz. Huys van Maurick, volgens de Privilegie van oudts, waer van aen de Domeynen twee stuyvers ofte meer aen Cijns moet betaelt worden ende oock rondtsom het voorsz. Adelijck Huys te mogen vissen volgens de Privilegien van outs. Jacqueline was de weduwe van Christiaan van Beresteyn, heer van Geffen. Zij stierf in 1691 en haar zoon, Thomas van Beresteyn, volgde haar op. De Beresteyns behoorden tot de landadel.
Thomas trouwde tweemaal, eerst met Dina Cornelia Tromp, een kleindochter van Maarten Harpertszoon Tromp, en daarna met Johanna Catharina de Groot, een kleindochter van Hugo de Groot. Na zijn dood in 1708 werd zijn zoon, Maarten Cornelis van Beresteyn, eigenaar. Deze was schepen van 's-Hertogenbosch en stierf ongehuwd in 1734. Daarna kwam het kasteel aan zijn halfbroer, Christiaan Paulis van Beresteyn. Deze huwde Elisabeth van Midlum en later Catharina Bruhl. Hij stierf in 1758. Catharina bleef vrouwe van Maurick tot 1794, waarna de jongste zoon, Gijsbert van Beresteyn, die ook maire van Vught was, eigenaar van Maurick werd. Hij was gehuwd met Maria Groenewegen en stierf in 1810. Hierna kwam zijn oudste zoon, Gijsbert van Beresteyn, in het bezit van het kasteel, maar na zijn dood in 1884 werd het verkocht. De inboedel werd geveild en zo kwamen twee door Rembrandt van Rijn geschilderde portretten in het bezit van het Metropolitan Museum of Art, en het wapenbord van Maarten Tromp werd gekocht door koning Willem III.

### Van Lanschot
Het kasteel werd gekocht door Augustinus van Lanschot, telg uit de bankiersfamilie Van Lanschot en zelf eveneens koopman en bankier. Hij gebruikte het als zomerverblijf en liet het van 1891-1892 restaureren en verbouwen, waarbij het bij benadering de huidige staat verkreeg. Zijn zoon August, die burgemeester was van Vught, werd eigenaar en deze gebruikte het kasteel deels ook als gemeentehuis. Voor hem maakte de Amsterdamse architect Eduard Cuypers in 1920 een eenvoudig verbouwingsplan.   Na diens dood bleef Augustus' weduwe, mevrouw Van Lanschot-Lagasse de Locht, er wonen.
Hun zoon Bib van Lanschot werd in 1914 op Huis Muiserick geboren terwijl kasteel Maurick verbouwd werd om elektriciteit en centrale verwarming aan te leggen. Na de meidagen van 1940 bracht hij een vrachtwagen vol met waardevolle herinneringen van het Derde Regiment Huzaren in veiligheid op kasteel Maurick, waaronder het vaandel, de wapencollectie, de bibliotheek en de muziekinstrumenten.

### Periode na Van Lanschot
De familie Van Lanschot verkocht het kasteel aan de N.V. tot Exploitatie van het Landgoed Maurick, die een hotel-restaurant begon, om het kasteel vanaf 1963 te verhuren aan de Nederlandse Vereniging van Wegenbouwers. De restaurantfunctie bleef behouden. Op 2 juli 2007 werd N.V. Monumenten Fonds Brabant eigenaar van kasteel Maurick, en ook deze exploiteerde er een restaurant. In 2015 werd het restaurant gesloten in verband met een faillissement. Kasteel Maurick BV werd tijdelijk in beheer gegeven aan leegstandbeheerder Gapph uit 's-Hertogenbosch. In 2015 kwam het kasteel in handen van Klaas van Leengoed en Niek van Lieverloo. In september 2015 werd het opnieuw als restaurant in gebruik genomen.

## Gebouw
Het oudste gedeelte van het huidige kasteel stamt uit 1400 en betreft de ingangspartij tussen twee slanke torens. De van een spitsboog voorziene poort kan men bereiken via een ophaalbrug. Het middendeel van het gebouw heeft twee uitgekraagde hangtorens. Daarachter bevindt zich de hoofdtoren die bekroond is met een door leien gedekte spits. De rechtervleugel is slechts gedeeltelijk 17e-eeuws, de rest is eind 19e eeuw toegevoegd.

## Landgoed
Naast het kasteel ligt landgoed "Maurick" ter grootte van 23 ha. Het is eigendom van de BV tot Exploitatie van het Landgoed Maurick en ligt op het overgangsgebied van enigszins hogere gronden naar het Dommeldal. Op de lagere delen is elzenbroek te vinden en op de hogere gedeelten essen-iepenbos. Het gebied kent een kolonie van blauwe reigers die een der grootste van Nederland is. Het parkbos nabij het kasteel heeft een aantal bijzondere bomen.

## Trivia
- In 2002 en 2003 vonden hier de opnames van De Club van Sinterklaas plaats.
- Het kasteel dient niet verward te worden met de plaats Maurik, die zich in de Gelderse Betuwe bevindt.